# Asipulo
Asipulo (Bayan ng Asipulo) är en kommun i Filippinerna. Kommunen ligger på ön Luzon, och tillhör provinsen Ifugao. Folkmängden uppgår till 12 294 invånare.
Asipulo är indelat i 9 barangayer.